# Pertain
Pertain foi uma comuna francesa na região administrativa de Altos da França, no departamento de Somme. Estendia-se por uma área de 7,88 km². Em 2010 a comuna tinha 743 habitantes (densidade: 94,3 hab./km²).
Em 1 de janeiro de 2017, passou a formar parte da nova comuna de Hypercourt.